# Jaskinói járás

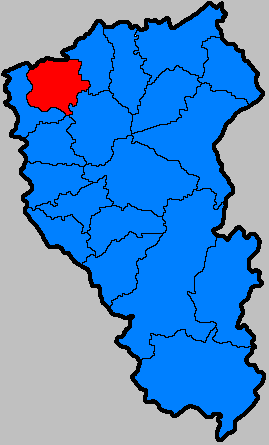
A Jaskinói járás a Kemerovói területen

A Jaskinói járás (oroszul Яшкинский район) Oroszország egyik járása a Kemerovói területen. Székhelye Jaskino.

## Népesség
- 2002-ben 34 131 lakosa volt.
- 2010-ben 30 853 lakosa volt, melynek 95,6%-a orosz, 1,6%-a német, 0,7%-a tatár, 0,4%-a ukrán stb.